# Resclosa de Colomers
La resclosa de Colomers és un embassament del Ter, creat per una presa al municipi de Colomers, que s'estén pels termes de Colomers i Foixà, a la comarca del Baix Empordà. És una obra protegida com a bé cultural d'interès local. Construïda entre els anys 1963 i 1970, per regar la plana de la dreta del Ter i per regular el cabal de l'aigua del Rec del Molí. La presa té 103 m d'amplada, 18 m d'alçada i 1 Hm³ de capacitat, amb cinc comportes centrals grans i dues de laterals més petites, i un canal d'enllaç amb el Rec del Molí. Fins a l'actualitat no ha embassat mai i, per tant, no ha entrat mai en servei. Es preveu que el 2009, l'Agència Catalana de l'Aigua la posi en funcionament en relació amb el decret de l'aigua. Amb aquesta mesura s'espera que la presa pugui acumular uns 4 hm³.

## Descripció

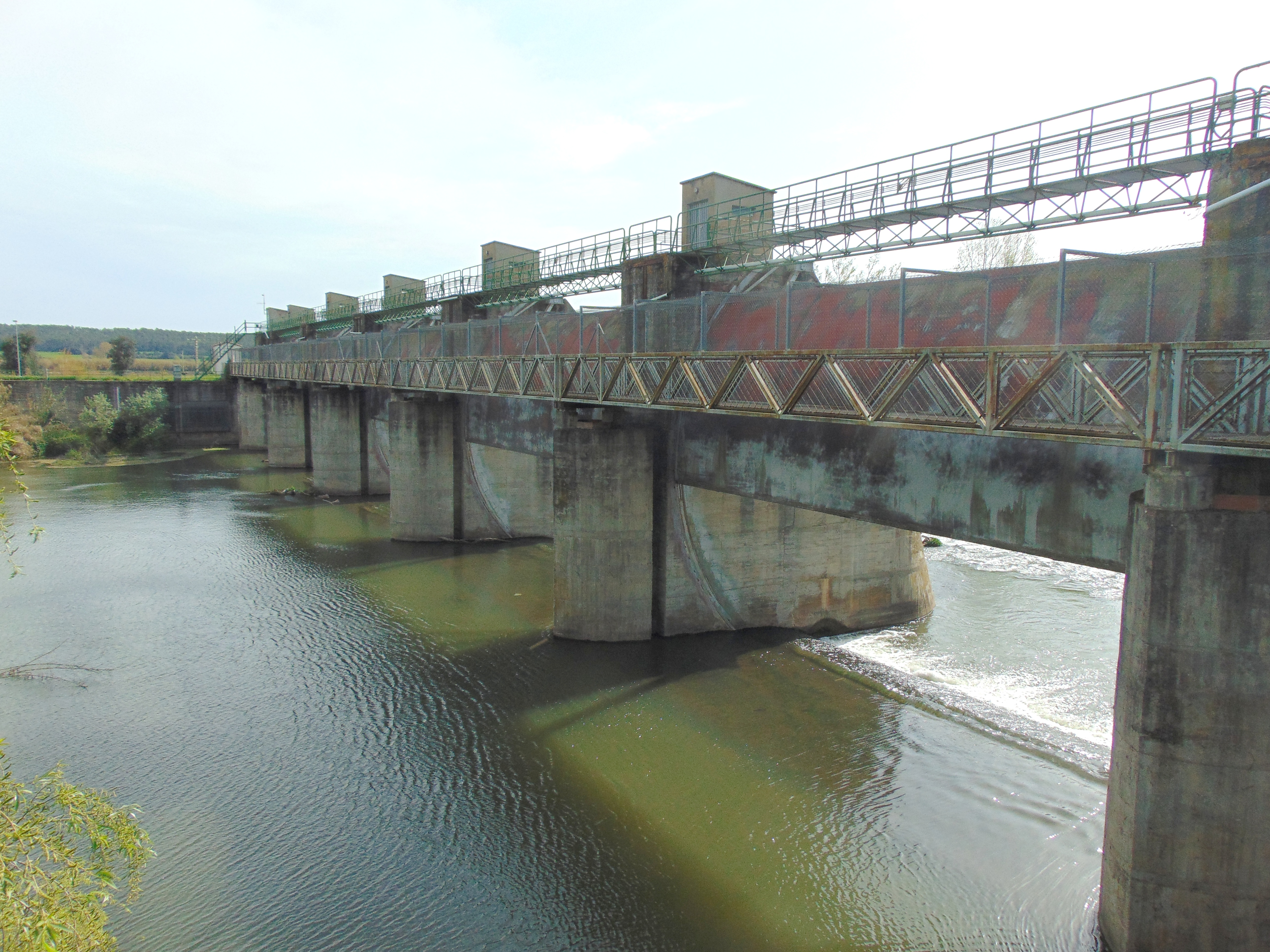
Presa i passera per a caminants i bicicletes

La resclosa del Ter, la resclosa dels Comuns i el bramador del Rec del Molí formen part d'un mateix conjunt hidràulic. La resclosa del Ter connecta les dues ribes del riu (una pertany a Colomers i l'altra a Foixà). La resclosa dels comuns, situada entre el bosc dels Comuns i el bramador, és la continuació de la resclosa del Ter. Al final de la resclosa dels Comuns hi trobem el bramador, és el punt de captació d'aigua del Rec del Molí i sobreeixidor de la bassa.
La resclosa és situada passat el meandre de Sant Llorenç de les Arenes, lloc on les aigües baixen més lentament. A més, l'existència de diverses illes naturals permeten un millor assentament de la resclosa. Aquesta és construïda amb morter hidràulic i folrada amb pedra calcària de grans dimensions molt semblant a l'emprada en la via romana entre Colomers i zona de Gaüses i la via Augusta. Es creu que les podia haver manllevat pedra de la via romana per construir la resclosa. La reclosa té una paret vertical per retenir l'aigua i l'altra banda, que fa de sobreeixidor, és atalussada.
La funció del bramador és regular el cabal d'aigua entre el rec i l'aigua de la bassa mitjançant unes comportes (actualment són de ferro, abans segurament devien ser de fusta). L'estructura del bramador, formada per un arc de mig punt, és de pedra. És en aquest indret on s'inicia el rRec del Molí i l'aigua queda canalitzada. Al costat del bramador hi ha un safareig que aprofita l'aigua que surt.

## Situació
Es tracta d'un espai fluvial d'aigües estanyades que presenta una notable diversitat de comunitats vegetals, des d'herbassars de macròfits submergits (hàbitat d'interès comunitari, codi 3150) fins a boscos de ribera que resulten particularment rellevants. L'albereda i la salzeda (ambdues hàbitats d'interès comunitari, codi 92A0) són les comunitats de vegetació més representatives a la zona. Lògicament aquesta diversitat d'ambients atrau una fauna alhora abundant i diversa. De fet la presa de Colomers és un punt important per a la nidificació o hivernada d'anàtids, ardeids, limícoles i anseriformes.
L'espai presenta un estat de conservació acceptable, tot i els canvis de nivell d'inundació realitzats des de la resclosa i del canal de derivació d'aigües. Tanmateix, les neteges dels marges o la substitució de les alberedes, salzedes, omedes, etc, per plantacions d'arbres, representen una amenaça per a la integritat de la zona. Per acabar, destacar que l'espai presenta diversos equipaments esportius, recreatius i culturals. Existeix una zona equipada per al rem just davant el bar-restaurant "
El Xalet" i una ruta de bicicletes senyalitzada. A més, l'antiga resclosa de Colomers, accessible des del mateix poble, té un
interès cultural com a element arquitectònic civil medieval. Aquesta es pot visitar, es troba senyalitzada i fins i tot presenta taules de picnic.
L'espai es troba inclòs a l'espai de la Xarxa Natura 2000 ES5120011 "Riberes del Baix Ter"

## Història

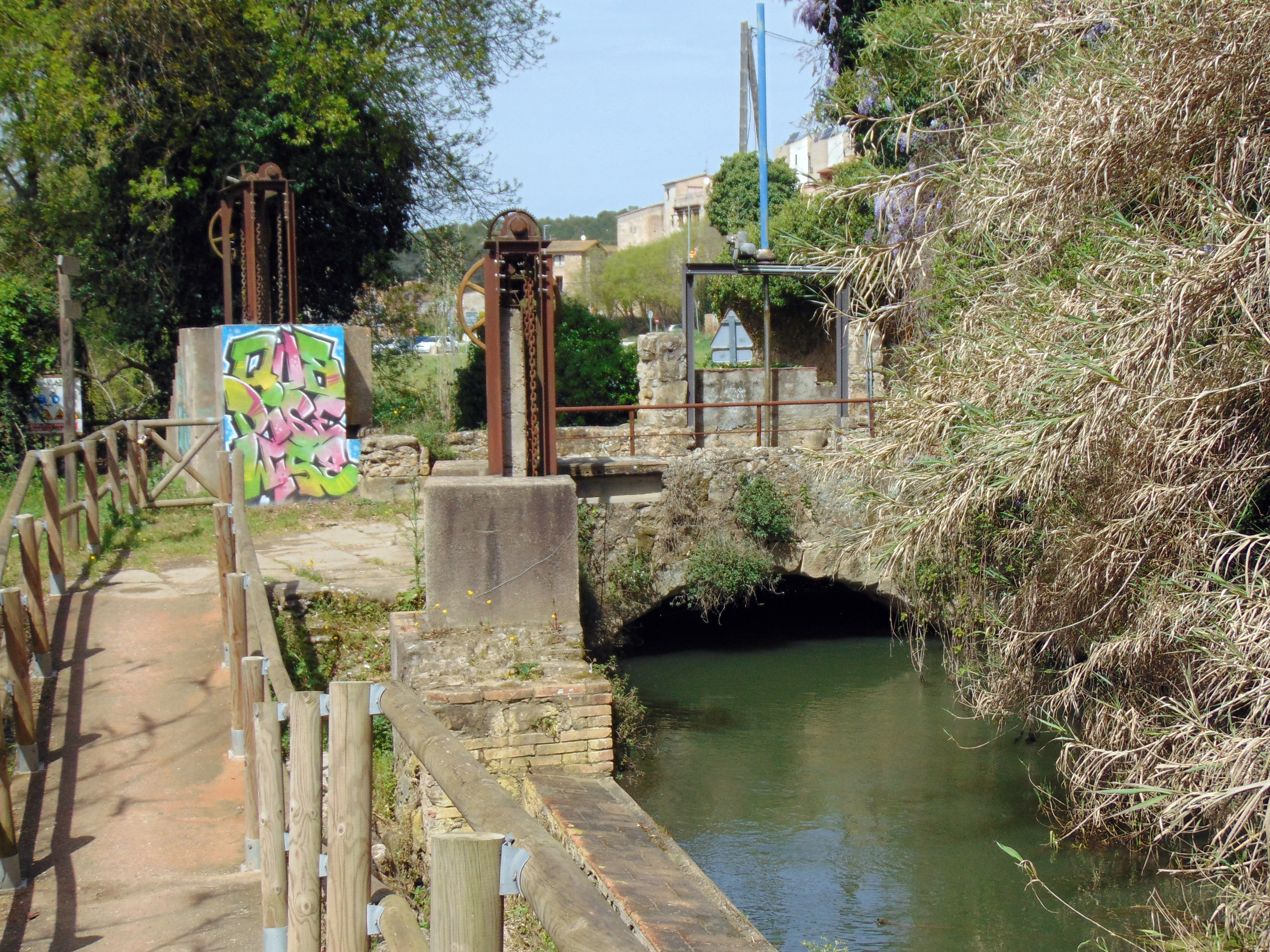
Bramador del Rec del Molí

La resclosa de Colomers i els elements que l'acompanyen formen part d'una importat xarxa hidràulica que aprofita l'aigua de Ter per alimentar el rec del molí també conegut com el rec de Sentmenat o dels Ciutadilla, com també ho fan els recs de Gualta o de l'Estany. El rec del molí transcorre per la planura del baix Ter fins a arribar a desembocar a la platja del Rec de l'Escala.
Segons documentació del segle XVIIm el rec del molí era conegut amb el nom del rec del molins de Verges i de Bellcaire. Al segle xviii s'anomenava rec de Sentmenat. Els comtes d'Empúries el 1301, durant la seva disputa amb el comtat de Barcelona, van desviar el riu Ter. El rec del molí i els seus afluents seguiren el curs hidrològic d'aquest antic ramal del riu Ter. Una bona part del rec del molí a la zona de Bellcaire s'anomena encara Ter Vell.
Hi ha notícies històriques de diferents moments relacionades amb aquest rec. Entorn del segle xiii trobem documentada la seva existència, ja que aquesta estructura hidràulica va lligada a altres construccions com el monestir de Sant Miquel de Cruïlles o el molí de Jafre. Se sap que en el segle xiv els comtes d'Empúries tenien diferents molins sota el seu domini al llarg del curs d'aquest rec. Cap a finals del segle xvi aquest rec passà a mans dels barons de Sant Mori i posteriorment a mans dels Ciutadilla (1647) i més endavant fou una possessió dels marquesos de Sentmenat (1824), hereus dels Ciutadilla.